# Turcochipriotas
Un turcochipriota (en turco: Kıbrıs Türkleri o Kıbrıslı Türkler; en griego: Τουρκοκύπριοι) es una persona de Chipre que tiene ascendencia turca o habla el idioma turco como lengua principal. El artículo 2 de la constitución chipriota indica en su inciso 2 que «la comunidad turca comprende a todos los ciudadanos de la República que son de origen turco y cuya lengua materna es el turco, que comparten las tradiciones culturales turcas o que son musulmanes». Según el censo de 2006, se estimaba que había 145 443 chipriotas que reclamaban la herencia turca en toda la isla de Chipre.

## Historia
Tras la conquista otomana de la isla en 1571, cerca de 30.000 colonos turcos recibieron tierras una vez que llegaron a Chipre. Además, muchos de los isleños se convirtieron al Islam durante los primeros años del gobierno otomano. La afluencia de colonos principalmente musulmanes a Chipre continuó de forma intermitente hasta el final del período otomano.

### República de Chipre

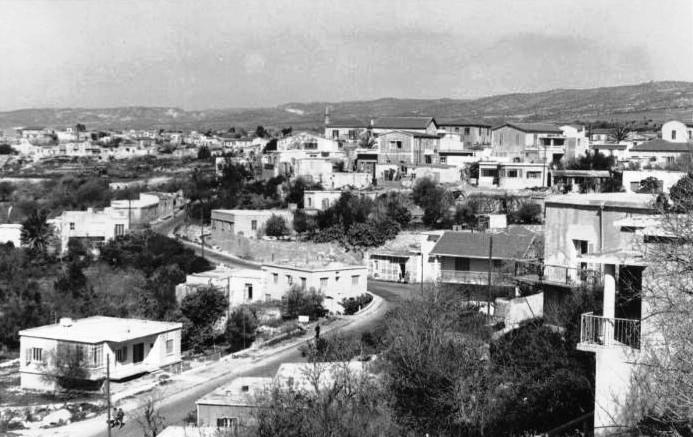
Antiguo asentamiento turcochipriota en Pafos (sur de la isla) en 1969.

El 16 de agosto de 1960, la isla de Chipre se convirtió en un estado independiente, la República de Chipre, con el poder compartido entre las comunidades griega y turca en virtud de los acuerdos de Zúrich de 1960, con Reino Unido, Grecia y Turquía como poderes garantes. El arzobispo Makarios III fue elegido presidente por los grecochipriotas y el Fazıl Küçük fue elegido como vicepresidente por los turcochipriotas. Sin embargo, en diciembre de 1963, en los eventos conocidos como Navidad Sangrienta, cuando Makarios III intentó modificar la Constitución, los grecochipriotas iniciaron una campaña militar contra los turcochipriotas y comenzaron a atacar las aldeas habitadas por los turcos; a principios de 1964, los turcochipriotas comenzaron a retirarse a los enclaves armados donde los grecochipriotas los bloquearon, lo que provocó que unos 25.000 turcochipriotas se convirtieran en refugiados o "desplazados" internos.
Esto dio lugar a que una fuerza de mantenimiento de la paz de las Naciones Unidas, la UNFICYP, se estableciera en la isla, así como una tendencia de migración externa de miles de turcochipriotas más al Reino Unido, Turquía, América del Norte y Australia. Con el ascenso al poder de la junta militar griega, una década más tarde, en 1974, un grupo de extremistas griegos de derecha, EOKA B, que apoyó la unión de Chipre con Grecia, dio un golpe de Estado. Esta acción precipitó la invasión turca de Chipre, que llevó a la captura del territorio actual del norte de Chipre el mes siguiente, después de que colapsara un alto el fuego. La invasión turca dio lugar a la ocupación de alrededor del 37 % de la isla en su sector norte. Después de la invasión turca y los acuerdos de Viena de 1975, 60.000 turcochipriotas que vivían en el sur de la isla huyeron al norte. El movimiento entre 1974 y 1975 fue estrictamente organizado por la Administración Turca Provisional que trató de preservar intactas las comunidades rurales.

### República Turca del Norte de Chipre
En 1983, los turcochipriotas declararon su propio estado en el norte, la República Turca del Norte de Chipre, que sigue sin ser reconocida internacionalmente, excepto por Turquía. En 2004, el 65% de los turcochipriotas aceptó un referéndum para la unificación de la isla, el Plan Annan, pero fue rechazado por el 76% de los grecochipriotas. Ese mismo año la Asamblea Parlamentaria del Consejo de Europa otorgó el estatus de observador a los representantes de la comunidad turcochipriota.

## Cultura

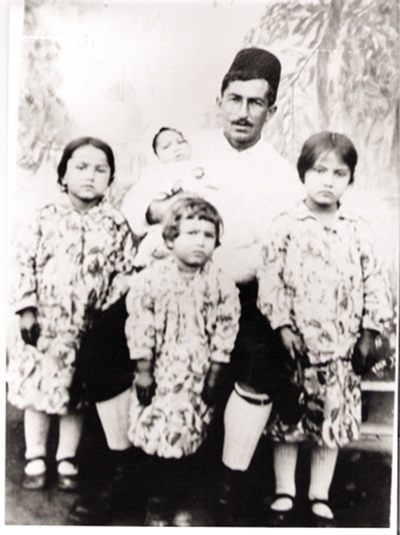
Una familia turcochipriota en 1929.

Los turcochipriotas hablan turco, se consideran musulmanes seculares y se enorgullecen de su herencia otomana. Sin embargo, los turcochipriotas se diferencian de los turcos continentales, especialmente de los colonos religiosos conservadores que han emigrado a Chipre más recientemente. La identidad turcochipriota se basa en sus raíces étnicas turcas y sus vínculos con Turquía continental, pero también con su carácter chipriota con similitudes culturales y lingüísticas con los grecochipriotas. Su cultura se basa en gran medida en los vínculos familiares vinculados a padres, hermanos y familiares. El vecindario también se considera importante, ya que se hace hincapié en ayudar a los necesitados. Así, gran parte de sus vidas gira en torno a las actividades sociales, y la comida es una característica central de las reuniones. Los bailes populares, música y arte turcochipriotas también son parte integral de su cultura.

### Religión

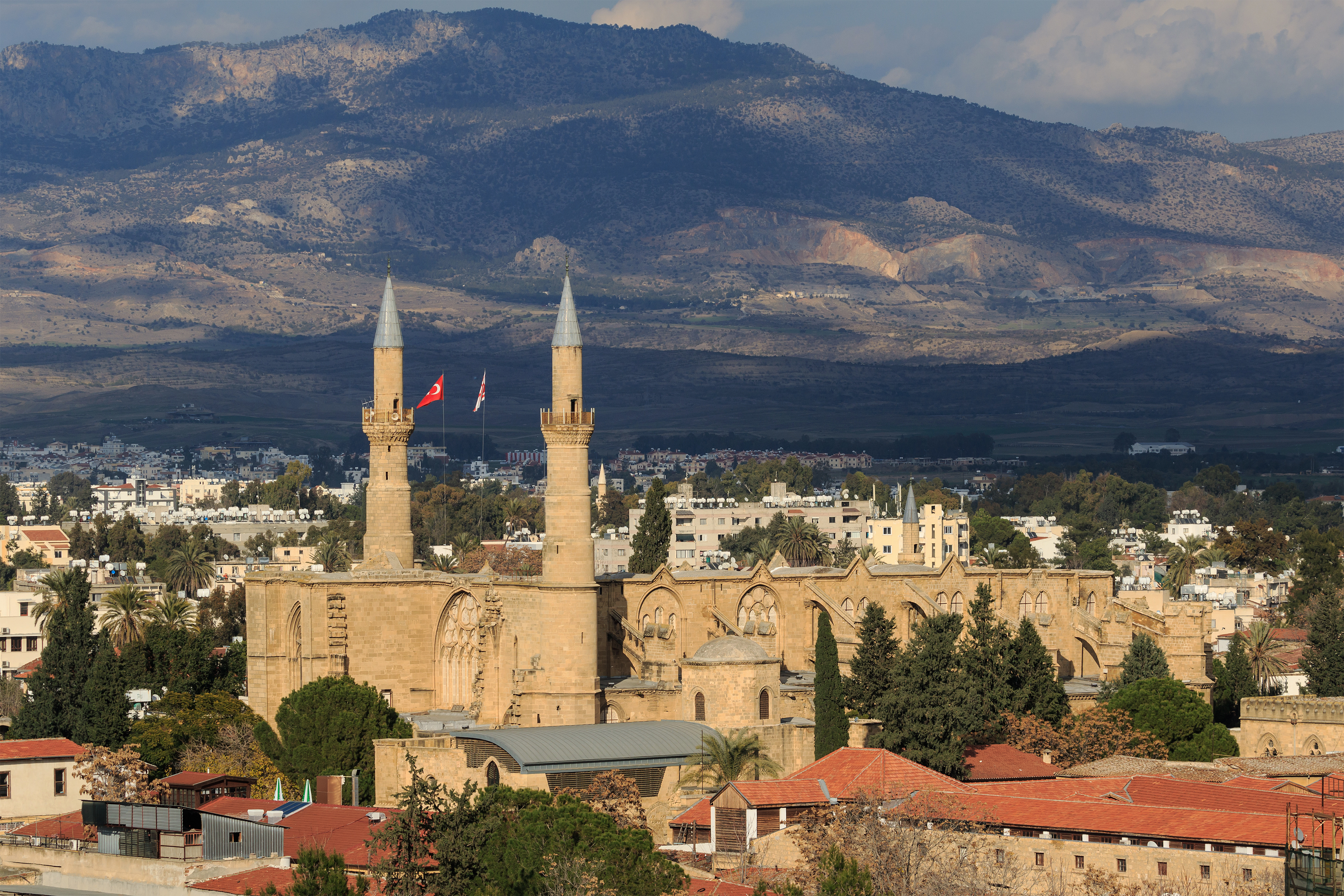
Mezquita de Selimiye en Nicosia. En la foto se pueden observar las dos banderas utilizadas por los turcochipriotas, la de la RTNC y la de Turquía.

La mayoría de los turcochipriotas (99 %) son musulmanes sunitas. Sin embargo, la fuerza secularizadora del kemalismo también ha ejercido un impacto en los turcochipriotas. Las prácticas religiosas se consideran una cuestión de elección individual y muchos no practican activamente su religión. El alcohol se consume con frecuencia dentro de la comunidad y la mayoría de las mujeres turcochipriotas no cubren sus cabezas. Los varones turcochipriotas generalmente son circuncidados a una edad temprana de acuerdo con las creencias religiosas, aunque esta práctica parece estar más relacionada con la costumbre y la tradición que con la poderosa motivación religiosa.

### Símbolos e identidad

Bandera de la autoproclamada República Turca del Norte de Chipre (RTNC) utilizada por los turcochipriotas.

Bandera de Turquía utilizada tanto por turcochipriotas como por inmigrantes turcos en la isla provenientes de Anatolia.

Los símbolos identitarios elementales de la comunidad turcochipriota se ven reflejados en el uso cotidiano de dos banderas, la bandera de la República Turca del Norte de Chipre (RTNC) y la bandera de Turquía, siendo ambas muy utilizadas y visibles en la parte norte de la isla controlada por la República Turca del Norte de Chipre.

## Diáspora

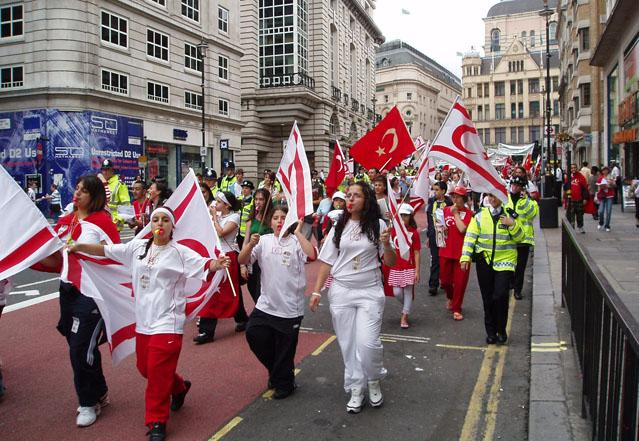
Comunidad turcochipriota en Londres

Hubo una importante emigración turcochipriota de la isla durante los siglos XIX y XX, principalmente al Reino Unido, Australia y Turquía. La emigración de Chipre ha sido principalmente por razones económicas y políticas. Según el Ministerio de Relaciones Exteriores de la República Turca del Norte de Chipre, en 2001, 500.000 turcochipriotas vivían en Turquía; 200.000 en Reino Unido; 40,000 en Australia; unos 10.000 en América del Norte; y 5.000 en otros países (principalmente en Alemania).
Una estimación más reciente, en 2011, realizada por el Comité de Asuntos Internos del Parlamento británico indicó que había 300.000 turcochipriotas viviendo en el Reino Unido, mientras que los turcochipriotas mismos afirmaban que la comunidad británico-turcochipriota había alcanzado los 400.000 habitantes. Además, otras estimaciones sugieren que hay entre 60.000 y 120.000 turcochipriotas que viven en Australia, 5.000 en los Estados Unidos, 2.000 en Alemania, 1.800 en Canadá, 1.600 en Nueva Zelanda y una comunidad más pequeña en Sudáfrica.
En la primera mitad del siglo XX, turcochipriotas emigraron al Mandato Británico de Palestina. A principios de los años 2000, los palestinos de segunda y tercera generación de origen turcochipriota han solicitado la ciudadanía chipriota. Varios cientos de palestinos ya han tenido éxito en la obtención de pasaportes chipriotas.